# Mercury, Savoie
För andra betydelser, se Mercury.
Mercury är en kommun i departementet Savoie i regionen Auvergne-Rhône-Alpes i sydöstra Frankrike. Kommunen ligger i kantonen Albertville-Nord som tillhör arrondissementet Albertville. År 2022 hade Mercury 3 471 invånare.

## Befolkningsutveckling
Antalet invånare i kommunen Mercury
| Referens: INSEE |